# Guadalupito (distrito)
Guadalupito é um distrito do Peru, departamento de La Libertad, localizada na província de Virú.

## Transporte
O distrito de Guadalupito é servido pela seguinte rodovia:
- PE-1N, que liga o distrito de Aguas Verdes (Região de Tumbes) - Ponte Huaquillas/Aguas Verdes (Fronteira Equador-Peru) - e a rodovia equatoriana E50 - à cidade de Lima (Província de Lima) [1][2][3]